# The Legend of the Mystical Ninja
The Legend of the Mystical Ninja (がんばれゴエモン〜ゆき姫救出絵巻〜 Ganbare Goemon: Yukihime Kyūshutsu Emaki?), är ett actionäventyrsspel för 1-2 spelare från Konami, släppt till SNES 1991. Spelet porterades även till Game Boy Advance tillsammans med Ganbare Goemon 2: Kiteretsu Shōgun Magginesu och släpptes då bara i Japan.
Spelet utspelar sig i Japan, där Goemon och Ebisumaru (som utanför Japan kallas Kid Ying och Dr. Yang) upptäcker att underliga saker händer i deras hemstad Oedo.

### Fotnoter
1. ↑  ”The Legend of the Mystical Ninja” (på svenska). Super Power (Solna) (4 1994). juli 1994. Läst 25 april 2014.